# 特弗纳赫特
特弗纳赫特（英語：Tefnakht，？—前725年），古埃及法老，第二十四王朝建立者。第二十三王朝末期，群雄争霸，动荡不安。特弗纳赫特遂乘势起兵，先后通过征服尼罗河三角洲西部诸城以及该洲东部等地区而得到各地王公支持。此后他一度受挫于中埃及阿芒僧侣，登位后曾又东进巴勒斯坦与叙利亚等亚洲地区以巩固埃及地位。他死后王位由儿子波克霍利斯所继承。